# Karin Frick
Karin Frick (* 1961) ist eine Schweizer Trend- und Zukunftsforscherin. Am Gottlieb Duttweiler Institut (GDI) in Rüschlikon ist sie Mitglied der Geschäftsleitung und Leiterin Research bzw. des «Think Tanks».

## Leben
Frick wuchs in Liechtenstein auf und studierte Volkswirtschaftslehre an der Universität St. Gallen (HSG). Seitdem war sie in verschiedenen Positionen im Bereich der Zukunftsforschung und des gesellschaftlichen Wandels tätig. So war sie Geschäftsführerin der Schweizerischen Vereinigung für Zukunftsforschung (swissfuture) oder Chef-Redaktorin der «GDI Impuls» des Duttweiler Instituts.
Seit etwa fünfzehn Jahren analysiert sie Trends und Gegentrends im Konsumgüter- und Dienstleistungsbereich. Dies geschieht sowohl im Auftrag von Firmen als auch im Bereich der Eigenforschung des Instituts. 
Frick hat zwei Söhne und läuft Marathon.

## Schriften (Auswahl)
- Die Zukunft der Frau. Rüschlikon/Zürich, GDI 2003.
- Mit David Bosshart: Trendreport Basic. Megatrends and Countertrends for Business, Society, and Consumption. Rüschlikon/Zürich, GDI 2003 (auch in deutscher Sprache erhältlich).
- Mit David Bosshart: Radical Trends Guide. Die heimlichen Sehnsüchte der Konsum- und Dienstleistungsmärkte von morgen. Rüschlikon/Zürich, GDI 2003.
- Generation Gold. Rüschlikon, GDI 2005.
- Mit David Bosshart: The Future of Leisure Travel. Trend Report for Kuoni. (auch in deutscher Sprache erhältlich)
- Vertrauen 2.0. Rüschlikon, GDI 2007.
- Statusfaction. Was wir morgen für unser Ansehen tun. Rüschlikon, GDI 2008.
- Das Zeitalter der Transparenz. Rüschlikon, GDI 2011.
- Sharity. Rüschlikon/Zürich, GDI, 2013.
- Mit Frerk Froböse, Detlef Gürtler: Die Gesellschaft des langen Lebens. Rüschlikon, GDI 2013.
- Mit Bettina Höchli: Die Zukunft der vernetzten Gesellschaft. Rüschlikon, GDI 2014.
- Mit Bettina Höchli, Mirjam Hauser: We-Dentity. Rüschlikon, GDI 2015.
- Mit Jakub Samochowiec, Martina Kühne: Digital Ageing. Rüschlikon, GDI 2015.
- Mit Daniela Tenger: Smart Home 2030. Rüschlikon, GDI 2015.
- Mit Jakub Samochowiec, Detlef Gürtler: Öffentlichkeit 4.0. Rüschlikon, GDI 2016.
- Mit David Bosshart, Marta Kwiatkowski, Leonie Thalmann: Wellness 2030. Rüschlikon, GDI 2018.